# جنجرول
الجنجرول مركب كيميائي نباتي فينولي موجود في الزنجبيل الطازج يُنشَّط مستقبلات الحرارة [الإنجليزية] على اللسان.